# So Many Roads (Neal Morse)
So Many Roads è il secondo album dal vivo del cantautore statunitense Neal Morse, pubblicato il 10 novembre 2009 dalla Radiant Records e dalla Metal Blade Records.

## Descrizione
Suddiviso in tre dischi, il disco è una raccolta di registrazioni dal vivo dei concerti che Morse ha tenuto insieme ad altri musicisti tra Paesi Bassi, Germania e Belgio verso la fine di ottobre 2008 durante il tour in supporto al suo dodicesimo album Lifeline:
- At the End of the Day e The Way Home sono stati eseguiti presso il De Reehorst di Ede il 23
- Leviathan, Question Mark Medley, Help Me e Stranger in Your Soul presso lo Zeche di Bochum il 30
- Author of Confusion/I'm the Guy, That Crutch, Lifeline al De Boerderij di Zoetermeer il 25
- We All Need Some Light e Walking on the Wind al Colos-Saal di Aschaffenburg il 31
- Testimedley e So Many Roads allo Spirit of 66 di Verviers il 26
- Bridge Across Forever al De Kade di Zaandam il 24

Durante la tournée sono stati proposti sia brani dal suo repertorio solista sia altri degli Spock's Beard e Transatlantic.

## Tracce
Testi e musiche di Neal Morse, eccetto dove indicato.
CD 1
1. At the End of the Day – 16:49 – originariamente interpretata dagli Spock's Beard
2. Leviathan – 6:47
3. The Way Home – 5:03
4. Author of Confusion/I'm the Guy – 14:12
5. That Crutch – 3:46
6. We All Need Some Light – 4:24 – originariamente interpretata dai Transatlantic
7. Lifeline – 12:39

CD 2
1. Question Mark Medley – 31:17
2. Help Me – 12:13
3. Testimedley – 35:02

CD 3
1. Walking on the Wind – 9:33 – originariamente interpretata dagli Spock's Beard
2. So Many Roads – 30:16
3. Stranger in Your Soul/Bridge Across Forever – 31:08 (Stranger in Your Soul: Transatlantic – Bridge Across Forever: Neal Morse, Prince) – originariamente interpretata dai Transatlantic

## Formazione
Musicisti
- Neal Morse – voce, tastiera, chitarra
- Elisa Krijgsman – chitarra, voce
- Henk Doest – tastiera
- Wilco van Esschoten – basso, voce
- Jessica Koomen – voce, tastiera, percussioni
- Colin Leijenaar – batteria, voce

Produzione
- Alco Roelofs – ingegneria del suono, registrazione
- Colin Leijenaar – audio post-produzione
- Jerry Guidroz – missaggio
- Neal Morse – missaggio
- Jerry Yoder – mastering